# Kraszin (hajó, 1976)
A Kraszin (oroszul: Красин) szovjet, majd orosz jégtörő hajó. 1976-ban készült a Wärtsilä Helsinki hajógyárban, Finnországban. Az orosz Távol-keleti Hajózási Vállalat üzemelteti, honi kikötője Vlagyivosztokban található. Az északi sarkvidéki régióban üzemel. Hívójele UIFY, a hajó az LL2 jégtörő kategóriába tartozik.
A hajót 1976-ban építették Helsinkiben a Wärtsilä Hietalahti hajógyárban szovjet megrendelésre. Testvérhajói a szintén Finnországban épített Jermak és Admiral Makarov jégtörők. A sorozatnak a Kraszin volt a harmadik tagja. A hajót Leonyid Kraszin bolsevik politikusról és diplomatáról nevezték el. E néven a Szovjetunióban 1927-től az 1970-es évek elejéig egy másik jégtörő is szolgálatban állt.
Meghajtása dízel-elektromos. Kilenc, egyenként 3385 kW teljesítményű Wärtsilä-Sulzer 12 ZH 40/48 -dízelmotorral látták el, melyek generátort hajtanak. A hajó három, nem állítható lapátú hajócsavarját három, egyenként 8820 kw-os villanymotor hajtja. Jégtörő képessége 1,8 m. Ekkora jégvastagságnál 2 csomós sebességgel képes haladni. Maximális sebessége nyílt vízen 19,5 csomó. A hajótestet kopáscsökkentő bevonattal látták el. Helikopter-leszállóhellyel és hangárral is rendelkezik. Két 10 tonna és két 3 tonna teherbírású daruval szerelték fel.

## Külső hivatkozások
- A Kraszin jégtörő az üzemeltető Távol-keleti Hajózási Vállalat honlapján (oroszul)
- A Kraszin jégtörő aktuális pozíciója[halott link]